# Жоффруа I де Віллардуен
Жоффруа I де Віллардуен (*фр. Geoffroi Ier de Villehardouin; бл. 1169–1229) — 2-й володар Ахейського князівства в 1209—1229 роках.

## Життєпис

### Хрестоносець
Походив з шампанського шляхетського роду Віллардуенів. Старший сином Жана де Віллардуен, сеньйора Брандонвільє, і Селіни де Бріель. Спочатку 1200 року разом зі стрийком Жоффруа брав участь в Четвертому хрестовому поході. Але потім з окремою групою хрестоносців рушив до Сирії, оскільки планувалося звільнити Єрусалим. Лише тут Віллардуен почув про захоплення Константинополя.
Він негайно рушив до свого стрийка, що став маршалом Романії (Латинської імперії). Проте буря прибила його до південного узбережжя Пелопоннесу, біля міста Модон. Уклав союз мессенським архонтом, з яким планував захопити весь Пелопоннес. Цьому завадила раптова смерть архонта. Тому Жоффруа рушив на з'єднання з Боніфацієм I, королем Фессалоніки, що перебував на Істмі. У королівському таборі біля Навпліону переконав Вільгельма де Шамплітта захопити Пелопоннес. Отримавши згоду Боніфація I хрестоносці виступили до Ахайї.
Навесні 1205 року було захоплено Патри. Потім без бою зайнято Андравіду та область Еліда. Жоффруа відзначився у битві при оливковому гаї при Кундуросі, де хрестоносці здобули перемогу над Михайлом Комнін Дукою. Після утворення Ахейського князівства отримав у володіння міста Корон і Каламата, але у 1206 році їх захопили венеційці. Як компенсацію отримав місто Кипарисія в Аркадії від ахейського князя Вільгельма I де Шамплітта. Невдовзі також повернув Каламату і Корон на правах васала Венеції. 
1208 року призначено байї (регентом) князівства на час відсутності де Шамплітта, що планував рушити до Бургундії в справах родинної спадщини. Оскільки останній помер у 1209 році, барони Ахейського князівства обрали новим князем Жоффруа де Віллардуена, що було визнано латинським імператором Генріхом I.

### Князь
Спочатку рушив проти Льва Хамарета, архонта Спарти, що відмовлявся коритися. Після 5 днів облоги місто впало. Тут же Віллардуен звів потужну фортецю Кремону. За цим гарантував колишні права та пільги племенам слов'ян-мілінгам в Тайгеті, екзолакемоденянам-цайконцям в Парноні й грекам-маніотам на півдні Лаконіки. 
У травні 1209 року брав участь у зборах в Равенніке, де приніс омаж латинському імператору. Натомість призначається сенешалем імперії. Того ж року на о. Сапієнса уклав угоду з Венецією, визнавши також її зверхність, а венеційським купцям було надано право вільної торгівлі в Ахейському князівстві. Таким чином, де Віллардуен намагався отримати якомога більше союзників.
1210 року за підтримки Оттона де ла Роша, герцога Афінського, зумів нарешті підкорив потужну фортецю Акрокоринф. 1211 року відвоював Навпліон. 1212 року захопив Аргос, захопивши скарби Коринфської православної єпархії. Водночас після повернення Альбертіно і Рональдіно дела Каносса до Італії разом з Отоном де ла Рошом розділив владу над Беотією та Фівами.
Під час військових кампаній на Пелопоннесі конфіскував значну кількість земель й майна православного духовенства й монастирів, що викликало обурення місцевого населення. У відповідь Гервасій, латинський патріарх Константинополю, наклав на Жоффруа I де Віллардуена та Ахейське князівство інтердикт. 1217 року за підтримки папи римського Гонорія III інтердикт було скасовано. Проте того ж року Гервасій наклав новий інтердикт. 1219 року папа римський підтвердив чинність інтердикту. 1223 року було досягнуто домовленості про зняття інтердикту за умови повернення майна і земель церкви. Натомість духовенство повинно було сплатити ахейському князю щорічне відшкодування, а кількість православних священників повинна була обмеженою пропорційно чисельністю громади.
Разом з тим в його панування було закладено основи правової система Ахейського князівства, що створювалась на основі синтезу норм французького феодального права та норм візантійського права. Ці закони стали прикладом для всіх держав хрестоносців цього періоду. За наказом Жоффруа І було складено регістр проній.
1224 року не надав своєчасної допомогу Фессалонікам, де отаборився король Деметрій I, якого взяв в облогу Феодор Комнін Дука, деспот Епіру. Помер Жоффруа I де Віллардуен в 1229 році. Його було поховано в церкві Святого Якова в Андравіді. Владу спадкував старший син Жоффруа II де Віллардуен.

## Родина
Дружина — Єлизавета
діти:
- Жоффруа (д/н—1246), 3-й князь Ахейський
- Алікс, дружина Гуго де Брюе, барона Карітані
- Вільгельм (д/н—1278), 4-й князь Ахейський